# Mi-36 (航空機)
Mi-36
- 用途：多用途ヘリコプター
- 製造者：ミーリ
- 運用者：未定

Mi-36(ロシア語: Ми-36)はソビエト連邦の多用途軽ヘリコプター計画。1980年代初期に計画が開始された。計画の役割は火力支援、通信、貨物輸送、捜索救難、救急用途、航空監視などであった。TV-O-100ターボシャフトエンジン2機を使い、2枚羽のメインローターと4枚羽のテイルローターのヘリとして計画された。

## 設計と開発
1980年代の当初、小型高性能ヘリコプターに向いた最初の軽量動力装置となるTV-O-100タービンの開発が行われた。これによって新しい形式のより大型でより強力な輸送力、戦闘力、対戦車能力を持つ軽量戦闘ヘリコプターの開発が可能になった。
ヘリには攻撃、近距離戦闘支援、4人程度の兵員や担架の後方への輸送、SAR・CSAR、連絡、軽貨物輸送、偵察、砲撃修正支援などの役割や、さらに斥候、監視、Mi-28やKa-50など専用ヘリでの攻撃のための目標識別承認などの潜在性が想定された。昼夜全天候下での利用性が盛り込まれていた
Mi-24のアフガニスタンでの経験によって、RPGや携帯式地対空ミサイルによる歩兵の待ち伏せ攻撃に対するヘリの脆弱性が明らかになっており、この脅威に対抗するには警戒のみでなく全方向からの攻撃者に対して直ちに制圧射撃する必要性があった。このため、新型偵察ヘリコプターは基礎武装として2砲塔を持ち、360度すべての方向からの攻撃に報復できる能力を持つように設計された。これらは7.62mm口径で、Ka-27TB強襲輸送機の基本武装として搭載されていたヘリコプター防衛用の新型のGShG-7.62機関銃だったとされる。加えて小翼が取り付け可能で、爆弾、ガンポッド、ロケット、8機の対戦車ミサイル(9k114ミサイルか特殊な小翼で上下に2連装ミサイルを載せるか)などが搭載可能であった。
人員を10人か貨物10トンを運べ、二次パトロールや救助用途に利用できる民生版も計画された。
オリジナルの仕様は離陸重量が2500kgであったが、兵器、輸送、生存性のそれぞれの必要性に応えるために重量は3400kgに上昇した。一方、カモフはV-60として2200kgの範囲でより特化した設計を行ったが採用されていない。
Mi-36計画は中止されることとなったが、多くの設計理念が維持され、中止の同年に提案されたMi-40の計画につながった。

## 註
- VR Mikheev, "MVZ Mil - 50 years"